# Bumetopia oscitans
Bumetopia oscitans är en skalbaggsart som beskrevs av Francis Polkinghorne Pascoe 1858. Bumetopia oscitans ingår i släktet Bumetopia och familjen långhorningar.
Artens utbredningsområde är Taiwan. Inga underarter finns listade.